# Cannington (Royaume-Uni)
Pour les articles homonymes, voir Cannington.
Cannington est un village et une paroisse civile du Somerset, en Angleterre. Il est situé à 5 kilomètres au nord-ouest de la ville de Bridgwater, sur les berges de la Parrett. Administrativement, il relève du district non métropolitain de Sedgemoor.

## Toponymie
Cannington est un nom d'origine vieil-anglaise. Il désigne un domaine ou un village (tūn) situé près des Quantock Hills, dont le nom est d'origine celtique. Il est attesté pour la première fois vers 880 sous la forme Cantuctun. Dans le Domesday Book, compilé en 1086, le village est appelé Cantoctona.

## Histoire
Au nord-ouest du village se trouve la colline fortifiée de Cannington Camp (en), occupée pendant l'âge du bronze et l'âge du fer.
La première mention écrite de Cannington figure dans le testament du roi Alfred le Grand, dressé dans les années 880. Il y lègue le domaine de Cantuctun à son fils aîné Édouard l'Ancien.
Un couvent bénédictin, le prieuré de Cannington (en), est fondé vers 1138 par le baron anglo-normand Robert de Courcy. Il ferme ses portes en 1536, pendant la dissolution des monastères, et devient une propriété privée, Cannington Court (en).

## Démographie
Au recensement de 2011, la paroisse civile de Cannington comptait 2 271 habitants.
| 1801 | 1811  | 1821  | 1831  | 1841  | 1851  | 1881  |
| ---- | ----- | ----- | ----- | ----- | ----- | ----- |
| 878  | 1 001 | 1 228 | 1 437 | 1 349 | 1 548 | 1 369 |

| 1891  | 1901  | 1911  | 1921 | 1931 | 1951  | 1961  |
| ----- | ----- | ----- | ---- | ---- | ----- | ----- |
| 1 147 | 1 021 | 1 007 | 871  | 944  | 1 045 | 1 333 |

| 1971 | 1981 | 1991 | 2001 | 2011  | - | - |
| ---- | ---- | ---- | ---- | ----- | - | - |
| ?    | ?    | ?    | ?    | 2 271 | - | - |